# Psilotreta androconiata
Psilotreta androconiata är en nattsländeart som beskrevs av Wolfram Mey 1997. Psilotreta androconiata ingår i släktet Psilotreta och familjen böjrörsnattsländor. Inga underarter finns listade i Catalogue of Life.